# 馬可西亞斯

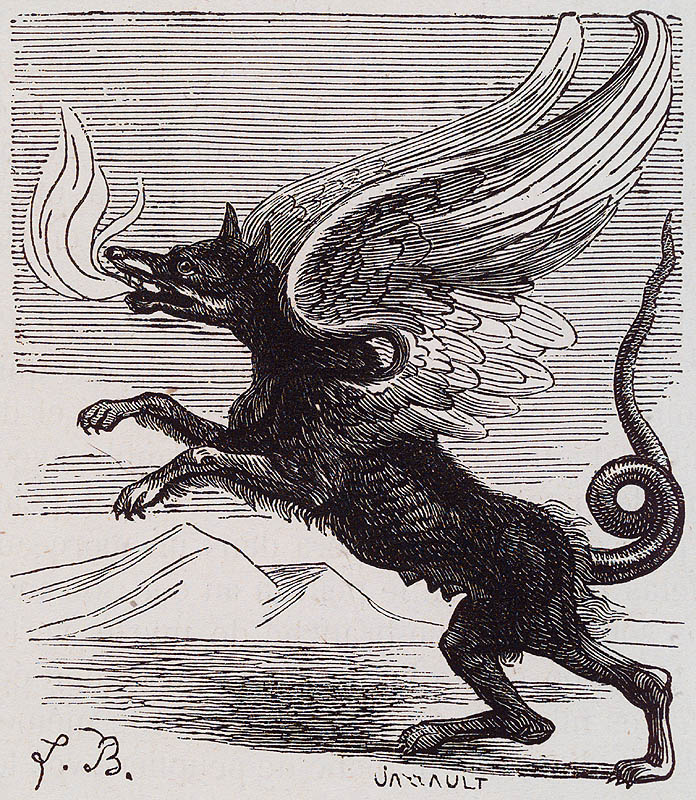
科兰·戴·布兰西著《地獄辭典》的馬可西亞斯畫像

馬可西亞斯（英語：Marchosias），亦稱馬加錫亞，是所羅門七十二柱魔神中排第35位的魔神，位階為侯爵，別號「第七座天使侯爵」。擁有堂堂正正的性格，為地獄中的強力戰士。在《所羅門之鑰》中為有翼的狼，可以喷火，也可以显出人形。而《偽以諾書》也是寫明翼狼，但標注是獅鷲獸的翼，並追加蛇尾。他直接受所羅門支配，在等待1200年後的第七王座的君王輪迴，以重返天界，但他卻遭到背叛而受騙。16世紀的學者 -- 雷吉那勒德‧史高特的著作《妖術的揭發》中，介紹了他會變身成人類為召喚者戰鬥，回答召喚者任何問題，十分忠誠、為人正直而光明磊落。《地獄辭典》中，說明了他是地獄中的大侯爵，出身是權天使或主天使。布朗頓將他畫的比較優美，故到現在仍有一定名氣。

## 流行文化
- 遊戲《原神》中的初代灶神。